# ピダーソン和紀
ピダーソン 和紀（ピダーソン かずき、2000年7月24日 - ）は、日本のプロ野球選手（投手）。右投右打。

## 経歴

### プロ入り前
カナダ人の父と日本人の母の間に東京都で生まれる。妹が1人いる。小学生低学年から野球を始め、小学2年生時に熊本県熊本市へ転居し、熊本市立託麻原小学校に通った。
熊本市立湖東中学校から鎮西高等学校へ進学したが、1年生の春に右手首腱鞘炎、夏には右肩痛に見舞われた。環境を変えるために、自ら連絡して北海道のクラーク記念国際高校に転校した。転校から1年は規程により公式戦に出場できず､その間は体力作りに専念した。3年生時には球速145km/hを記録した。
その後、長崎国際大学に進学し、野球を続けた。大学時代には2022年（4年生時）に、福岡ソフトバンクホークス二軍との交流戦を行う九州地区大学野球連盟選抜チームのメンバーに選ばれた。

### 愛媛時代
2023年に四国アイランドリーグplusの愛媛マンダリンパイレーツへ入団。4月1日にホーム開幕投手としてプロ初登板した。同年は先発を中心に起用され、14試合の登板で4勝3敗、防御率2.55の成績だった。試合前に負った怪我を理由に9月9日の登板を回避してからは登板がなく、愛媛が出場したリーグチャンピオンシップやグランドチャンピオンシップでの登板機会もなかったが、シーズン終了後に開催されたみやざきフェニックス・リーグのリーグ選抜選手に選ばれた。

## 選手としての特徴
『週刊ベースボール』の選手紹介では、ストレート、カットボール、スライダー、ツーシームといった球種を投げると記されている。大学時代は140km/h台中盤のストレートを軸に投球を組み立てていた。

## 詳細情報

### 独立リーグでの投手成績
出典はリーグのデータサイト。
| 年 度     | 球 団     | 登 板 | 先 発 | 完 投 | 完 封 | 無 四 球 | 勝 利 | 敗 戦 | セ 丨 ブ | ホ 丨 ル ド | 勝 率 | 打 者 | 投 球 回 | 被 安 打 | 被 本 塁 打 | 与 四 球 | 敬 遠 | 与 死 球 | 奪 三 振 | 暴 投 | ボ 丨 ク | 失 点 | 自 責 点 | 防 御 率 | W H I P |
| --------- | --------- | ----- | ----- | ----- | ----- | -------- | ----- | ----- | -------- | ----------- | ----- | ----- | -------- | -------- | ----------- | -------- | ----- | -------- | -------- | ----- | -------- | ----- | -------- | -------- | ------- |
| 2023      | 愛媛      | 14    | 12    | 0     | 0     | 0        | 4     | 3     | 0        | 1           | .571  | 258   | 60.0     | 47       | 0           | 34       | -     | 3        | 57       | 1     | 1        | 22    | 17       | 2.55     | 1.35    |
| 2024      | 愛媛      | 26    | 13    | 1     | 1     | 0        | 4     | 6     | 0        | 3           | .400  | 356   | 77.2     | 99       | 5           | 29       | -     | 4        | 50       | 4     | 0        | 58    | 50       | 5.79     | 1.65    |
| 通算：2年 | 通算：2年 | 40    | 25    | 1     | 1     | 0        | 8     | 9     | 0        | 4           | .471  | 614   | 137.2    | 146      | 5           | 63       | -     | 7        | 107      | 5     | 1        | 80    | 67       | 4.38     | 1.52    |

- 2024年度シーズン終了時

### 背番号
- 16 （2023年 - ）